# Paradox van Gibson

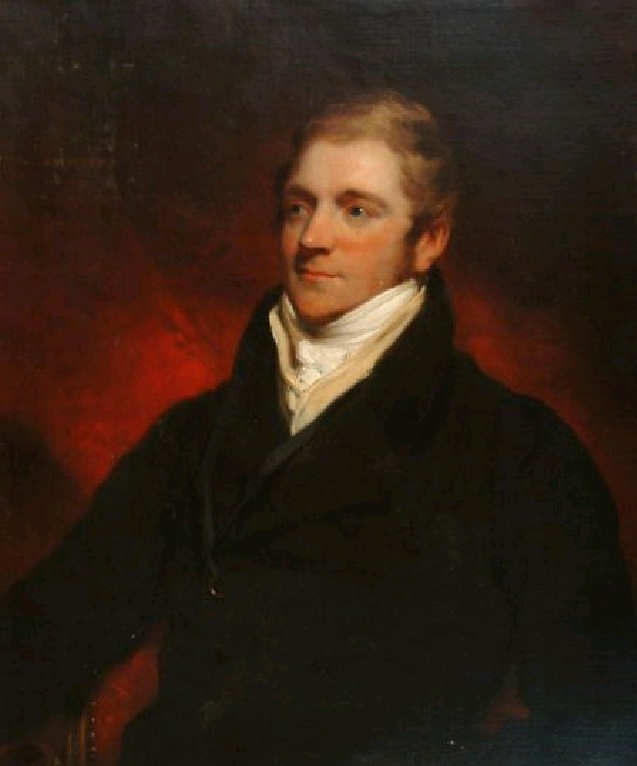
Thomas Tooke (1774-1858) merkte in zijn monumentale geschiedenis van prijzen op dat de rentes die banken vragen gekoppeld zijn aan het prijspeil.

De paradox van Gibson is het verschijnsel dat er een positieve correlatie bestaat tussen de rentestand en het prijspeil. Een dergelijke correlatie werd al opgemerkt door de Britse econoom Thomas Tooke (1774-1858), maar het verschijnsel is vernoemd naar zijn landgenoot Alfred Herbert Gibson, die het in 1923 opnieuw waarnam.
Het verschijnsel kreeg zijn naam van John Maynard Keynes, die het in zijn Treatise on Money (1930) noemde als een van de best onderbouwde empirische stelregels in de economie. Uit de op dat moment verzamelde data bleek dat de (nominale) rente van Britse consols (een eeuwigdurende obligatie van het VK) in de voorgaande twee eeuwen zeer nauwgezet de bewegingen van groothandelsprijzen weerspiegelde. Moderne statistische toetsen hebben bevestigd dat de correlatie sterk significant is. De paradox ligt erin dat de economische theorie had voorspeld dat de rentestand gecorreleerd zou zijn met de inflatie (de Fisherhypothese), dus met de verandering van het prijspeil, maar die correlatie bleek er niet te zijn.

## Illustratie: de Amerikaanse economie, 1857-2011
De volgende grafiek laat de Gibsonparadox zien in de Amerikaanse economie, in de periode 1857-1982, met uitzondering van 1861-63 en 1932-47. Na '82 neemt de Fed onder Greenspan de rentestand in eigen hand.Vanwege een beveiligingsprobleem met de MediaWiki Graph-software is het momenteel niet mogelijk deze grafiek weer te geven. Zodra de software is bijgewerkt zal de grafiek vanzelf weer zichtbaar worden.

## Verklaringen
Tooke, die het verschijnsel voor het eerst opmerkte, probeerde het in zijn History of prices als volgt te verklaren: prijzen hangen af van productiekosten, die hangen af van de rente (aangenomen dat met geleend geld wordt ondernomen), dus de rentestand bepaalt het prijsniveau. Marx wees er al op dat dit doorberekenen van rente in kosten een tegenstrijdigheid oplevert: volgens Tookes redenering zou een aandeelhouder die met geleend geld investeert, een extra deel winst moeten opeisen voor zijn geldschieter, alsof die ook een compagnon is.
Irving Fisher, Keynes en Knut Wicksell kwamen met verschillende verklaringen voor de correlatie tussen rente en prijspeil. Fisher probeerde zijn hypothese, dat de rentestand evenredig is aan de verwachte inflatie, te redden door een vertraging in te bouwen: de verwachte inflatie is gebaseerd op de historische inflatie, maar die is een late indicator. Fishers bijgestelde hypothese is sindsdien controversieel geweest.
Sinds de jaren 70 lijkt deze koppeling ongedaan te zijn gemaakt door de afschaffing van de gouden standaard en is de Gibsonparadox dus niet langer waarneembaar. Barsky en Summers stellen daarom dat de paradox veroorzaakt werd door de gouden standaard.

### Klassieke oplossing
Anwar Shaikh laat zien hoe de paradox op te lossen is in een klassiek kader. Hij merkt ten eerste op dat banken kapitalistische instellingen zijn: ze investeren kapitaal in de hoop daar winst op te maken, concurreren met elkaar om klanten (leningnemers) en concurreren met elkaar en met andere firma's om investeringskapitaal om de eigen operaties mee te financieren. Op een goederenmarkt levert concurrentie een natuurlijke prijs op, bestaande uit productiekosten vermeerderd met een door concurrentie gelijkgetrokken winstvoet. Natuurlijke prijzen zijn onafhankelijk van het algemene prijspeil omdat kosten en prijs in gelijke mate stijgen. Op de markt voor leningen is rente de tegenhanger van de natuurlijke prijs, maar doordat geld hier het 'product' is gaat het prijspeil meespelen.
Dit idee is als volgt precies te maken. In Shaikhs eenvoudigste model van fractioneel bankieren bestaat het kapitaal van een bank alleen uit reserves {\displaystyle R}, die een fractie {\displaystyle \rho <1} van de deposito's {\displaystyle D} dekken ({\displaystyle \rho =R/D}). Die deposito's dekken op hun beurt een fractie {\displaystyle d<1} van de uitgeleende som {\displaystyle L} waarover de bank rente ontvangt ({\displaystyle d=D/L}). De winstvoet (kapitaalrendement) van de bank is dan 
{\displaystyle r={\frac {iL}{R}}={\frac {i}{\rho d}}}
en de rentestand 
{\displaystyle i=r\cdot \rho \cdot d}.
Het prijspeil speelt nog geen rol. Als banken eenmaal weten hoe klein ze {\displaystyle \rho } en {\displaystyle d} kunnen maken zonder al te grote risico's te lopen, hangt de rentestand af van de winstvoet, die door concurrentie om kapitaal gelijkgetrokken wordt met de algemene winstvoet.
Worden aan dit model de operationele kosten van een bank toegevoegd, dan is {\displaystyle R} nog slechts een deel van het bankkapitaal. De rest wordt gebruikt als vast kapitaal (gebouwen, machines e.d.) of circulerend kapitaal (loon, energie, papier e.d.). Definieer
- {\displaystyle \kappa } = reëel vast kapitaal per lening bij normale bezettingsgraad,
- {\displaystyle kr_{L}} = reële kosten per uitgeleende euro,
- {\displaystyle kr_{D}} = reële kosten per euro in deposito.

De winstvoet van de bank wordt dan (inkomsten - kosten) gedeeld door kapitaal, na vermenigvuldiging van deze reële kosten met het prijspeil {\displaystyle p}:
{\displaystyle r={\frac {iL-p\cdot (kr_{L}\cdot L-kr_{D}\cdot D)}{p\cdot \kappa \cdot L+R}}.}
Hieruit is een rentestand af te leiden van
{\displaystyle i=p\cdot (kr_{L}+kr_{D}\cdot d+\kappa \cdot r)+r\cdot \rho \cdot d.}
De winstvoet {\displaystyle r} en de kosten neigen door concurrentiedruk naar een gelijk niveau voor alle banken. Zijn deze gegeven, dan is de rentestand een lineaire functie van het prijspeil {\displaystyle p} met asafsnede {\displaystyle r\cdot \rho \cdot d}, de rentestand in het model zonder kosten.